# Braunfelsia dicranoides
Braunfelsia dicranoides är en bladmossart som beskrevs av Brotherus 1901. Braunfelsia dicranoides ingår i släktet Braunfelsia och familjen Dicranaceae. Inga underarter finns listade i Catalogue of Life.